# Emmanuel Dorado
Emmanuel Dorado est un footballeur français né le 28 mars 1973 à Brou-sur-Chantereine. Il est défenseur.
En 2008, il est nommé entraîneur du club de Sainte-Geneviève Sports (CFA).

## Carrière
Début et Championnat de France professionnel
Emmanuel dorado commence le football à l'ASCC Chelles. Il fait des essais au PSG à 13 ans et intègre le sport étude. A 16 ans il rejoint le centre de formation. Il est un titulaire indiscutable de l'équipe réserve du PSG ainsi qu'un des cadres de l'équipe Gambardella avec laquelle il remporte le trophée en 1991 (unique trophée du Club dans cette compétition)
Il participe aussi au tournoi de Toulon avec l'équipe de France espoir et des  coéquipiers tels que Robert Pires, Gregory Coupet.
Il signe son premier contrat pro en 1994 et est prêté dans la foulée au SCO d'Angers qui vient de descendre en L2. Malgré de bonnes prestations, le club se sauve de justesse de la relégation en National.
Lors de la saison 1995-1996 il se blesse au genou et ne fera son retour sur les terrains qu'en 1996 en coupe de France contre le PSG. Le SCO d'Angers finira la saison reléguable.
Départ pour l'Espagne
De retour de prêt au PSG, il est victime de la concurrence de grands joueurs tels que Ricardo et décide de tenter sa chance dans un autre pays à une époque où un club ne devait pas avoir plus de trois joueurs étrangers dans son effectif.
D'origine ibérique, il trouve refuge  à Alméria en Liga de plata, la deuxième division espagnole.

Encore une fois auteur d'une saison pleine, il n'empêche pas le club d'être relégué en Secunda B.

La saison suivante, Almeria passe la majeure partie de la saison en tête mais ne parvient pas à remonter à l'échelon supérieur battu lors de plays off.
Emmanuel Dorado retrouve pourtant l'échelon supérieur en s'engageant avec une équipe au glorieux passé : le Malaga FC juste Promu en liga de plata.  Il  connait sa meilleure saison en Espagne. Titulaire indiscutable, il est même convoité par un club de liga Le deportivo La Corogne en décembre mais Malaga se montrera trop gourmand et le transfert ne se fait pas. La fin de saison est parfaite. Il joue tous les matchs et le club finit champion d'Espagne de 2e Division.

L'équipe est portée en triomphe et défile dans les rues de Malaga remplis de supporter.
Lors de sa première saison en Liga, Manu ne fait aucune apparition en championnat et se contente des matchs en coupe d'Espagne, avec de bonnes prestations saluées par la presse.
La saison suivante 2000-2001, il est prêté au Cordoba FC mais se blesse rapidement et voit sa saison écourtée. Cette mésaventure signe la fin de son épopée espagnole.
Nouveau championnat et fin de carrière
Malgré quelques touches en Espagne, Dorado prend la direction de Livingston en Écosse qui vient de finir 3e du championnat et joue donc la Liga Europa. Poursuivi par la malchance il se blesse dès le début de saison et ne peut réellement commencer sa nouvelle aventure qu'en deuxième partie de saison.
Durant ces quatre saisons en Écosse, il gagne la coupe de la ligue écossaise en 2004 ce qui constitue un petit exploit au vu la domination du Celtic et des Rangers en Écosse. Il est même promu capitaine.
Il est aussi contacté par des clubs plus huppés tels que les Hearts mais malheureusement sa carrière s’arrête en 2006 après 12 ans dans le football professionnel. 

### Joueur
- 1991-1994 :  Paris SG (réserve)
- 1994-1996 :  SCO Angers
- 1996-1997 :  UD Almería
- 1997-2000 :  Málaga CF
- 2000-2001 :  Córdoba CF (prêt)
- 2001-2002 :  Málaga CF
- 2002-2006 :  Livingston FC

### Entraîneur
- Depuis 2008 :  Sainte-Geneviève Sports

## Palmarès
- En tant que joueur
  - Vainqueur de la Coupe de la Ligue écossaise en 2004 avec Livingston
  - Champion d'Espagne de D2 en 1999 avec Málaga
  - Vainqueur de la Coupe Gambardella 1991 avec le PSG
- En tant qu'entraîneur 
  - 2017 
    - Meilleur entraîneur CFA2 Groupe E
    - Champion CFA2 Groupe E